# Guillaume-Gabriel Leclerc
Guillaume-Gabriel Leclerc est un homme politique français né le 29 avril 1743 à Argentan (Orne) et décédé le 24 janvier 1832 à Séez (Orne).
Curé de la Combe, il est député du clergé aux états généraux de 1789 pour le bailliage d'Alençon. Il siège à droite et refuse de prêter le serment civique. il émigre en Angleterre en 1792.

## Sources
- « Guillaume-Gabriel Leclerc », dans Adolphe Robert et Gaston Cougny, Dictionnaire des parlementaires français, Edgar Bourloton, 1889-1891 [détail de l’édition]